# Intermezzo II
Intermezzo II – minialbum norweskiej grupy blackmetalowej Satyricon wydany 10 maja 1999 roku.

## Lista utworów
Opracowano na podstawie materiału źródłowego.
1. "A Moment of Clarity" – 6:40
2. "I.N.R.I." – 2:10 (cover Sarcófago)
3. "Nemesis Divina" – 5:15 (Clean Vision Mix)
4. "Blessed from Below: Melancholy/Oppression/Longing" – 6:03

## Twórcy
Opracowano na podstawie materiału źródłowego
| - Sigurd "Satyr" Wongraven - dizajn, efekty, mastering, gitara, wokal - Kjetil-Vidar "Frost" Haraldstad - perkusja - Morten "Sanrabb" Furuly - gitara (utwory 1, 2) - Vegard Blomberg - efekty (utwory 1, 2) - Ingar Amlien - gitara basowa (utwory 1, 2) - Mike Hartung - inżynieria dźwięku |  | - Kai Robøle - inżynieria dźwięku - Union Insomnia - dizajn - Espen Berg - mastering - Alysia Cooper - makijaż - Sidske Van Der Voss - stylizacja - Marcel Lelienhoff - zdjęcia |

## Wydania
| Rok  | Nr katalogowy         | Format              | Wydawca             | Region   | Źródło |
| ---- | --------------------- | ------------------- | ------------------- | -------- | ------ |
| 1999 | fog021                | CD, MiniAlbum       | Moonfog Productions | Norwegia | [ 3 ]  |
| 1999 | NB 396-2              | 12", MiniAlbum, Ltd | Nuclear Blast       | Niemcy   | [ 3 ]  |
| 1999 | NB 396-2, 27361 63962 | CD, MiniAlbum       | Nuclear Blast       | Niemcy   | [ 3 ]  |